# Shake off the Dust... Arise
Shake off the Dust... Arise é o primeiro álbum do cantor de reggae Matisyahu.
| Críticas profissionais                                                      | Críticas profissionais |
| Avaliações da crítica                                                       | Avaliações da crítica  |
| Fonte                                                                       | Avaliação              |
| --------------------------------------------------------------------------- | ---------------------- |
| All Music Guide                                                             | [ 1 ]                  |
| Esta tabela precisa de ser acompanhada por texto em prosa. Consulte o guia. |                        |

## Faixas
1. "Chop 'em Down" – 5:45
2. "Tzama L'Chol Nafshi (Psalm – 63:2-3)" – 1:50
3. "Got No Water" – 5:54
4. "King without a Crown" – 5:19
5. "Interlude" – 0:54
6. "Father in the Forest" – 4:59
7. "Interlude" – 0:17
8. "Aish Tamid" – 6:48
9. "Short Nigun" – 1:46
10. "Candle" – 6:22
11. "Close My Eyes" – 4:55
12. "Interlude" – 0:17
13. "Exaltation" – 5:04
14. "Refuge" – 3:28
15. "Interlude" – 0:23
16. "Warrior" – 7:23
17. "Other" – 2:15